# Вартислав (князь бодричей)
Вартислав (нем. Wertislaw; казнён в мае/июне 1164) — князь бодричей, сын бодричского князя Никлота.

## Биография

### Правление
Год рождения Вартислава неизвестен. Вместе с братом Прибиславом он принимал участие в войне отца, князя Никлота, против герцога Саксонии и Баварии Генриха Льва. В 1159 году он участвовал во вторжении в Любек.
В 1160 году Никлот был убит, Прибислав и Вартислав были вынуждены бежать, а Генрих Лев разделил владения бодричей между своими приближёнными.
Однако Прибислав и Вартислав продолжили борьбу против Генриха Льва. Они сохранили часть владений, но не удовольствовались ими. В ответ в 1163 году граф Шверина Гунцелин фон Гаген, назначенный Генрихом Львом наместником в землях бодричей, осадил замок, в котором находился Вартислав. В итоге, получивший ранение Вартислав был схвачен и отвезён в Брауншвейг.
В 1164 году Прибислав смог захватить крепость Мекленбург, после чего осадил Илинбург, где находился Гунцелин. Узнав об этом, Генрих Лев собрал армию и выступил против Прибислава. Вартислава же он велел казнить. Казнь состоялась в мае/июне 1164 года около Мальхова.

### Брак и дети
Имя жены Вартислава неизвестно. Дети:
- Николай (Никлот) I (ум. 25 мая 1200), князь Мекленбурга в Ростоке